# Damlapınar, Palu
Damlapınar là một xã thuộc huyện Palu, tỉnh Elâzığ, Thổ Nhĩ Kỳ. Dân số thời điểm năm 2011 là 103 người.